# Daniela Lazzaro
Daniela Lazzaro, née en 1956, est une astronome brésilienne, vice-présidente de l'Union astronomique internationale de 2018 à 2024.
L'astéroïde (3602) Lazzaro porte son nom.